# José Fernández de la Portilla
José Fernández de la Portilla (Madrid, 1 de junio de 1889-Madrid, 4 de mayo de 1943) fue un médico español, especialista en dermatología.

## Biografía[1]
Nacido en Madrid el 1 de junio de 1889. Completó su doctorado en 1914, especializándose en dermatología.
En 1921 obtuvo la plaza de médico clínico del Servicio de Higiene y Profilaxis de la Prostitución de Madrid. No tomaría posesión de la plaza hasta 1923.
En 1942, mediante oposición, obtuvo la Cátedra de Dermatología y Sifiliografía de la Facultad de Medicina de la Universidad de Valencia, siendo nombrado además Director del Sanatorio Leprológico de Fontilles.
Fue nombrado presidente del Ilustre Colegio Oficial de Médicos de Madrid, cargo que ostentó brevemente a principios de 1943.
Falleció en Madrid, el 4 de mayo de 1943, a causa de una cardiopatía isquémica que padecía desde 1940.

## Publicaciones

### Libros
- La lucha antivenérea en España (10 años de experiencia). 1934[4]

### Artículos
- Fernández de la Portilla, J. La vigilancia médica de la prostitución y su valor profiláctico. Boletín Técnico de la Dirección General de Sanidad, 4, 1929, 677-684.
- Fernández de la Portilla, J. De la organización de la profilaxis venérea. Boletín Técnico de la Dirección General de Sanidad, 3, 1928, 283-289. [5]
- La helioterapia en Dermatología, por Don José Fernández de la Portilla. Asociación Española para el Progreso de las Ciencias. Congreso de Valladolid, octubre 1915. 83-108[6]

## Condecoraciones
- Comendador de la Orden Civil de Alfonso X el Sabio
- Medalla de Oro de la Cruz Roja Española
- Académico de número de la Real Academia Nacional de Medicina, sillón número 18.